# Frédéric Montenard

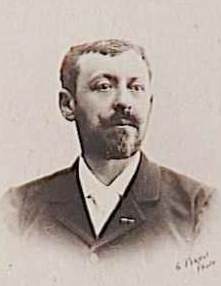
Frédéric Montenard.

Frédéric Montenard, född den 17 maj 1849 i Paris, död den 11 februari 1926 i Besse-sur-Issole, var en fransk målare. 
Montenard, som var elev till Puvis de Chavannes, målade sydfransk natur, brännheta, torra landskap, hamnmotiv med fruktupplag och lastbåtar, medelhavsbilder med fartyg eller fiskebåtar, även stora dekorativa målningar (Vinskörd med flera i Hôtel des agriculteurs de France). Krigsfartyg lämnar Toulons hamn ägs av Luxembourgmuseet, Tjurfäktning (1891) finns i staden Paris samling, Pilgrimsfärd i Var (1910) med flera i franska statens ägo. Ett landskap i pastell ägs av Glyptoteket i Köpenhamn. År 1873 grundade Montenard Atelier des beaux-arts i Toulon tillsammans med målarna Eugène Dauphin, Gustave Garaud och Octave Gallian. Montenard var en stor beundrare av Frédéric Mistral och 1922 illustrerade han en utgåva av dennes episka dikt Mireio.